# Crna Bara (Aleksinac)
Pour les articles homonymes, voir Crna Bara (homonymie).
Crna Bara (en serbe cyrillique : Црна Бара) est un village de Serbie situé dans la municipalité d'Aleksinac, district de Nišava. Au recensement de 2011, il comptait 128 habitants.

## Démographie
| 1948 | 1953 | 1961 | 1971 | 1981 | 1991 | 2002 | 2011 |
| ---- | ---- | ---- | ---- | ---- | ---- | ---- | ---- |
| 350  | 334  | 307  | 267  | 250  | 219  | 175  | 128  |

|  |